# Gare de Pont-de-Beauvoisin
Gare de Pont-de-Beauvoisin vasútállomás Franciaországban, Le Pont-de-Beauvoisin településen.

## Vasútvonalak
Az állomást az alábbi vasútvonalak érintik:
- St-André-le-Gaz–Chambéry-vasútvonal

## Kapcsolódó állomások
A vasútállomáshoz az alábbi állomások vannak a legközelebb:
- Gare de Saint-Béron - La Bridoire
- Gare des Abrets - Fitilieu